# DMX Music
DMX Music Latino America é uma rede de canais de rádios com transmissão em vários países. No Brasil os canais eram distribuidos para assinantes da DirecTV, com a fusão com a Sky, o canal passou a ser transmitido somente para assinantes direcTV ATQ que não mudaram seus pacotes.